# ローレン・サイ
 ローレン・サイ （Lauren Tsai、1998年2月11日 - ）は、アメリカ合衆国マサチューセッツ州出身の女性ファッションモデル兼イラストレーターである。所属事務所はボン イマージュ。父は中国系アメリカ人。母はヨーロッパ系アメリカ人。

## 略歴
- 7歳から11年間ハワイで暮らし、11歳の時に家族旅行で初めて日本に来た。高校1年生の時に広島県に6週間留学。2014年より日本でのモデル活動をスタートし（※モデル時は「Lala」と呼ばれる）、2016年11月、リアリティ番組『テラスハウス』のオーディションに自ら応募し合格[2]。
- イラストレーターとしてのアーティスト活動と並行してモデル・女優としても活動している。
- 2019年、映画『X-MEN』のスピンオフドラマシリーズ『レギオン』に主要キャラクターの一人・スウィッチ役で出演し、ハリウッドデビューを果たした[3]。
- ヴィーガンであり、動物製品を一切使用していない[4]。

## 雑誌（日本）
- VOGUE girl
- ELLE girl
- i-D JAPAN
- NYLON
- GINZA
- Numéro TOKYO
- ViVi
- sweet

## 出演

### テレビ
- テラスハウス ALOHA STATE（2016年11月 - 2017年3月、Netflix・フジテレビ）
- 谷原章介の25時ご飯（2017年10月27日、TBSテレビ）

#### ドラマ
- レギオン（2019年、FX） - スウィッチ 役
- GAME OF SPY（2022年初夏配信予定、Amazon Prime Video）- 檜山レイ 役[5]

### 映画
- モキシー 〜私たちのムーブメント〜（2021年、Netflix） - クラウディア 役

### CM
- UNIQLO（2017年） - 「私をいちばん軽くする服。」篇

### 広告
- ユニリーバ・ジャパン「LUX」（2016年 - ） - オフィシャルアンバサダー
- Motohiro Tanji 2017AW
- Ravijour（2017年 - ）[6]
- レブロン（2019年 - ） - アジアパシフィックアンバサダー[7]

#### カタログ
- ベルメゾン
- Lei Lea wedding
- Waikiki wedding party
- Hawaii fashion month

### ファッションショー
- GirlsAward2017SPRING/SUMMER
- 東京ガールズコレクション2017A/W
- 神戸コレクション 2017A/W
- opened Matohu 2017A/W
- HONOLULU FASHION WEEK 2017
- Face of japan
- Asia Model Festival ‒ Asia New Star Model Contest

### ミュージックビデオ
- フレデリック「リリリリピート」（2016年）
- ジョン・ヨンファ「Summer Dream」（2017年）
- HIROOMI TOSAKA（登坂広臣）「NAKED LOVE」（2019年）

## 書籍

### 作品集
- It’s all for you（2018年11月29日発売、青幻舎）ISBN 9784-8615-2716-6[8]